# Ravenna (Michigan)
Ravenna – wieś w Stanach Zjednoczonych, w stanie Michigan, w hrabstwie Muskegon.